# Stuart Townsend

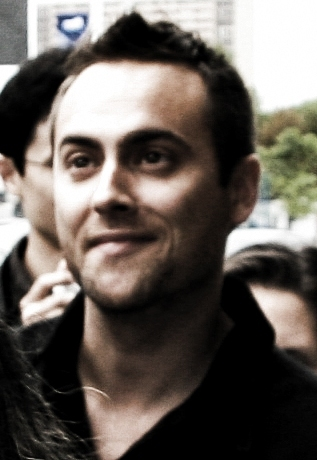
Townsend beim Toronto International Film Festival 2007

Stuart Peter Townsend (* 15. Dezember 1972 in Howth, County Dublin) ist ein irischer Schauspieler.

## Leben und Karriere
Stuart Townsend ist der Sohn von Peter, einem professionellen Golfspieler, und Lorna Townsend. Townsend studierte Schauspiel an der Gaiety School of Acting in Dublin.
Bekanntheit erlangte Townsend Ende der 1990er mit dem britischen Filmerfolg Shooting Fish. Townsend war ursprünglich für die Rolle des Aragorn in Peter Jacksons Herr-der-Ringe-Trilogie, einer Verfilmung von Tolkiens Der Herr der Ringe vorgesehen. Nach Probeaufnahmen wurde die Rolle umbesetzt. Die offizielle Begründung lautete, dass die Produzenten Townsend für zu jung hielten, um die Rolle glaubwürdig zu verkörpern. Die Rolle des Aragorn wurde kurzfristig vom dänisch-US-amerikanischen Schauspielkollegen Viggo Mortensen übernommen. 2007 gab Townsend mit dem Film Battle in Seattle sein Debüt als Filmregisseur, Drehbuchautor und Filmproduzent.
Townsend lebte von 2001 bis 2009 mit seiner Schauspielkollegin Charlize Theron zusammen. Nach neun Jahren Beziehung trennte sich Theron 2009 im Weihnachtsurlaub in Mexiko in aller Freundschaft von Townsend. Die beiden spielten gemeinsam in 24 Stunden Angst, Head in the Clouds und Battle in Seattle.

## Filmografie (Auswahl)
Schauspieler
- 1996: Trojan Eddie
- 1997: Shooting Fish – Kleine Fische, großes Geld (Shooting Fish)
- 1997: Under the Skin
- 1998: Resurrection Man
- 1999: Simon Magus
- 1999: Mauvaise passe
- 1999: Wonderland
- 1999: The Venice Project
- 2000: Alles über Adam (About Adam)
- 2002: 24 Stunden Angst (Trapped)
- 2002: Königin der Verdammten (Queen of the Damned)
- 2003: Die Liga der außergewöhnlichen Gentlemen (The League of Extraordinary Gentlemen)
- 2003: Shade
- 2004: Head in the Clouds
- 2005: Ein Trauzeuge zum Verlieben (The Best Man)
- 2005–2006: Night Stalker (Fernsehserie, 10 Episoden)
- 2008: Chaos Theory
- 2011–2012: XIII – Die Verschwörung (XIII: The Series, Fernsehserie, 26 Episoden)
- 2013: Die Bangkok Verschwörung (A Stranger in Paradise)
- 2013–2014: Betrayal (Fernsehserie, 13 Episoden)
- 2015: Salem (Fernsehserie, 7 Episoden)
- 2017: Law & Order: Special Victims Unit (Fernsehserie, Episode 18x18)
- 2025: Into the Deep

Andere Funktionen
- 2007: Battle in Seattle (Regie, Drehbuch, Produktion)